# Acústico MTV: Arnaldo Antunes
Acústico MTV - Arnaldo Antunes é um álbum ao vivo do cantor de MPB Arnaldo Antunes. Foi disponível para Download digital no iTunes em 3 de maio de 2012 pela gravadora Rosa Celeste. A gravação do acústico ocorreu em 4 de dezembro de 2011. A exibição do DVD ocorreu em março de 2012 no canal MTV. Foi o último Acústico gravado pela MTV Brasil.

## Desenvolvimento
A ideia original para fazer o acústico partiu da própria MTV, em comemoração dos 30 anos de carreira do cantor Arnaldo Antunes. O palco aonde ocorreu as gravações é formado por um chapéu de carrossel e um pátio circular giratório. Sobre o repertório de suas músicas disse: 
| “ | Tenho músicas mais ligadas a questionamentos, ao comportamento subversivo, outras mais formais, explorando a música e outras mais líricas. | ” |

## Singles
A canção "A Casa é Sua" foi selecionada como primeiro single do álbum, disponível para download gratuito pelo iTunes em 23 de abril de 2012.

## Faixas
| Edição padrão  |                                 |                                        |         |  |
| N.º            | Título                          | Compositor(es)                         | Duração |  |
| 1.             | "A Casa é Sua"                  | Arnaldo Antunes, Ortinho               | 4:18    |  |
| 2.             | "A Nossa Casa"                  |                                        | 3:21    |  |
| 3.             | "Debaixo D'água"                |                                        | 2:55    |  |
| 4.             | "Dentro de um Sonho"            |                                        | 3:29    |  |
| 5.             | "Sem Você"                      |                                        | 3:18    |  |
| 6.             | "Se Assim Quiser"               |                                        | 2:52    |  |
| 7.             | "De Mais Ninguém"               |                                        | 2:43    |  |
| 8.             | "Alma"                          |                                        | 2:58    |  |
| 9.             | "Consciência"                   |                                        | 3:31    |  |
| 10.            | "Até o Fim" (com Moreno Veloso) |                                        | 2:40    |  |
| 11.            | "Engrenagem"                    |                                        | 3:21    |  |
| 12.            | "Pop Zen"                       |                                        | 3:50    |  |
| 13.            | "O Seu Olhar" (com Nina Becker) |                                        | 3:47    |  |
| 14.            | "Ligado a Você"                 |                                        | 3:38    |  |
| 15.            | "O Que / Comida"                | Antunes, Marcelo Fromer, Sérgio Britto | 3:24    |  |
| 16.            | "Fora de Si"                    |                                        | 2:04    |  |
| 17.            | "Música para Ouvir"             |                                        | 3:39    |  |
| 18.            | "Envelhecer"                    |                                        | 4:09    |  |
| Duração total: | Duração total:                  | Duração total:                         | 58:51   |  |

| DVD e iTunes   |                                 |         |  |
| N.º            | Título                          | Duração |  |
| 1.             | "A Casa é Sua"                  | 4:18    |  |
| 2.             | "A Nossa Casa"                  | 3:21    |  |
| 3.             | "Debaixo D'água"                | 2:55    |  |
| 4.             | "Dentro de um Sonho"            | 3:29    |  |
| 5.             | "Sem Você"                      | 3:18    |  |
| 6.             | "Se Assim Quiser"               | 2:52    |  |
| 7.             | "De Mais Ninguém"               | 2:43    |  |
| 8.             | "Alma"                          | 2:58    |  |
| 9.             | "Consciência"                   | 3:31    |  |
| 10.            | "Até o Fim" (com Moreno Veloso) | 2:40    |  |
| 11.            | "Engrenagem"                    | 3:21    |  |
| 12.            | "Pedido de Casamento"           | 3:29    |  |
| 13.            | "Socorro"                       | 3:54    |  |
| 14.            | "Pop Zen"                       | 3:50    |  |
| 15.            | "Hereditário"                   | 2:04    |  |
| 16.            | "O Seu Olhar" (com Nina Becker) | 3:47    |  |
| 17.            | "Passe em Casa"                 | 2:25    |  |
| 18.            | "Ligado a Você"                 | 3:38    |  |
| 19.            | "O Que / Comida"                | 3:24    |  |
| 20.            | "Fora de Si"                    | 2:04    |  |
| 21.            | "Música para Ouvir"             | 3:39    |  |
| 22.            | "Envelhecer"                    | 4:09    |  |
| Duração total: | Duração total:                  | 72:10   |  |

## Créditos
- Arnaldo Antunes - vocais
- Edgard Scandurra - violão, talkbox
- Chico Salém - violão, banjo
- Betão Aguiar - baixo
- Marcelo Jeneci - teclado, órgão hammond, piano elétrico, acordeon, glockenspiel
- Curumin - bateria

## Histórico de lançamento
| País           | Data              | Formato          | Gravadora    |
| -------------- | ----------------- | ---------------- | ------------ |
| Brasil         | 3 de maio de 2012 | Download digital | Rosa Celeste |
| Estados Unidos | 3 de maio de 2012 | Download digital | Rosa Celeste |
| Itália         | 3 de maio de 2012 | Download digital | Rosa Celeste |
| Brasil         | 7 de maio de 2012 | CD               | Rosa Celeste |